# Gyoides maximus
Gyoides maximus is een hooiwagen uit de familie Sclerosomatidae.